# San Diego Film Critics Society
San Diego Film Critics Society (Společnost filmových kritiků v San Diegu, SDFCS) je organizace se základnou v San Diegu v Kalifornii. Každoročně předává ceny San Diego Film Critics Society Award těm nejlepším filmům z předchozího roku. Organizace byla založena v roce 1997. 

## Činnost
Společnost filmových kritiků v San Diegu se skládá z filmových kritiků působících v okrese San Diego. Posláním společnosti je poskytovat kritické názory na filmy, rozvíjet filmové vzdělávání a povědomí a oceňovat významné počiny v kinematografii. Společnost každoročně pořádá několik akcí ve prospěch mladých filmařů a poskytuje finanční pomoc na jejich aktivity. Společnost také podporuje každoroční festival Film School Confidential, konaný v Muzeu fotografického umění v Balboa Parku, kde se prezentují krátké filmy režírované a produkované místními studentskými filmaři. Akce pořádané společností často zahrnují promítání studiových a nezávislých filmů na různých místech, na kterých se mnohokrát objevují režiséři a herci zapojení do filmu. 

## Slavnostní předávání cen SDFCS
Každý rok společnost hlasuje o cenách SDFCS, které oceňují nejlepší filmové počiny roku. Výsledky hlasování jsou zveřejňovány v médiích souvisejících s filmem po celém světě a vrcholí každoročním banketem s předáváním cen. Nominace na ceny a vítězové jsou obvykle vyhlašováni ve druhém prosincovém týdnu. Kromě ceny SDFCS organizace každoročně uděluje cenu za kariéru, zvláštní cenu pro vynikajícího herce daného roku a cenu Kyle Counts (ta je pojmenovaná po zesnulém filmovém kritikovi ze San Diega a oceňuje osobu nebo instituci, která v regionu prosazuje povědomí o filmu, vzdělávání a zábavu). 

## Kategorie
- Nejlepší film
- Nejlepší režie
- Nejlepší mužský herecký výkon v hlavní roli
- Nejlepší ženský herecký výkon v hlavní roli
- Nejlepší mužský herecký výkon ve vedlejší roli
- Nejlepší ženský herecký výkon ve vedlejší roli
- Nejlepší obsazení
- Nejlepší původní scénář
- Nejlepší adaptovaný scénář
- Nejlepší dokument
- Nejlepší animovaný film
- Nejlepší cizojazyčný film
- Nejlepší výprava
- Nejlepší vizuální efekty
- Nejlepší skladatel
- Nejlepší kamera

## Rekordy
- 7 cen: Slídil (2014)
- 6 cen: Hanebný pancharti (2009), Milionář z chatrče (2008)
- 4 ceny: Argo (2012), Až na krev (2007), Tahle země není pro starý (2007), Vera Drake – Žena dvou tváří (2004), Přízračný svět (2001), Na pokraji slávy (2000), Americká krása (1999)
- 3 ceny: Beze stop (2018), Capote (2005), Třináct rozhovorů o tomtéž (2002)